# Willy Decourty
Willy Decourty, né le 3 février 1945 à Dour est un homme politique belge bruxellois, membre du Parti socialiste (PS).
Il est licencié en journalisme et communication sociale.

## Fonctions politiques
- Membre du Parlement de la Région de Bruxelles-Capitale :
  - depuis le 23 juin 1995 à titre de suppléant appelé à siéger,
  - membre effectif depuis le 26 avril 1996 jusqu'au 6 juin 2009
- Bourgmestre d'Ixelles de 2001 à 2015